# Section Paloise
Section Paloise ist eine Rugby-Union-Mannschaft aus der französischen Stadt Pau im Département Pyrénées-Atlantiques. Sie wurde 1998 aus dem gleichnamigen Verein ausgegliedert und in Form einer Aktiengesellschaft neu organisiert. Die weiteren Abteilungen des Vereins sind Boxen, Fechten, Karate, Kendo, Tischtennis und Pelota. Die Rugby-Mannschaft ist in der höchsten Liga Top 14 vertreten und trägt ihre Heimspiele im Stade du Hameau aus. Section Paloise wurde bisher dreimal französischer Meister und gewann 2000 den European Challenge Cup.

## Geschichte
Der Verein wurde 1902 unter dem Namen Section Paloise de Ligue Girondine gegründet, dessen Mitglieder betrieben zunächst Leichtathletik. 1905 nannte sich der Verein in Section Paloise um und man begann, auch Rugby zu spielen. Schon nach wenigen Jahren konnte sich die erste Mannschaft nahe der Spitze etablieren.
1928 gewann Section Paloise zum ersten Mal den Meistertitel und 1939 die prestigeträchtige Challenge Yves du Manoir. Im Jahr 1946 konnte man sowohl den Einzug ins Pokalfinale als auch den zweiten Meistertitel feiern. 1950 stieß die Mannschaft bis ins Halbfinale der Meisterschaft vor und 1952 folgte der zweite Gewinn der Challenge. Den dritten (und bisher letzten) Meistertitel gewann Section Paloise im Jahr 1964.
1988 stieg Section Paloise in die zweite Liga ab, schaffte aber 1991 den Wiederaufstieg. Nach guten Leistungen in der Saison 1996/97 (unter anderem zum dritten Mal der Gewinn der Challenge) qualifizierte sich die Mannschaft für den europäischen Heineken Cup und schied 1998 erst im Halbfinale gegen den späteren Pokalsieger Bath Rugby aus. Im Jahr 2000 gewann die Mannschaft den European Challenge Cup, nach dem Finalsieg gegen Castres Olympique.
Nachdem das Finale des European Challenge Cup im Jahr 2005 gegen die Sale Sharks verloren ging, ließen auch die Leistungen in der Meisterschaft zu wünschen übrig und die Mannschaft stieg 2006 in die zweite Liga Pro D2 ab. Erst neun Jahre später folgte der Wiederaufstieg in die Top 14, der man seitdem ununterbrochen angehört.

## Erfolge
- Meister: 1928, 1946, 1964
- Sieger Challenge Yves du Manoir: 1939, 1952, 1997
- Finalist Challenge Yves du Manoir: 1953, 1959, 1962, 1964, 1996
- Finalist Coupe de France: 1946
- Sieger European Challenge Cup: 2000
- Finalist European Challenge Cup: 2005
- Halbfinalist Heineken Cup: 1997/98
- Meister, Pro D2: 2015

## Finalspiele von Section Paloise

### Meisterschaft
| Datum         | Meister         | 2. Finalist | Ergebnis | Ort                               | Zuschauer |
| ------------- | --------------- | ----------- | -------- | --------------------------------- | --------- |
| 6. Mai 1928   | Section Paloise | US Quillan  | 6:4      | Stade des Ponts Jumeaux, Toulouse | 20.000    |
| 24. März 1946 | Section Paloise | FC Lourdes  | 11:0     | Parc des Princes, Paris           | 30.000    |
| 24. Mai 1964  | Section Paloise | AS Béziers  | 14:0     | Stadium Municipal, Toulouse       | 27.797    |

### European Challenge Cup
| Datum        | Meister         | 2. Finalist       | Ergebnis | Ort                              | Zuschauer |
| ------------ | --------------- | ----------------- | -------- | -------------------------------- | --------- |
| 27. Mai 2000 | Section Paloise | Castres Olympique | 34:21    | Stade des Sept Deniers, Toulouse | 20.000    |
| 21. Mai 2005 | Sale Sharks     | Section Paloise   | 27:3     | Kassam Stadium, Oxford           | 07.230    |

## Spieler

### Aktueller Kader
Der Kader für die Saison 2019/2020:

### Bekannte Spieler
| - Patricio Albacete - Steffon Armitage - Lionel Beauxis - Philippe Bernat-Salles - Sireli Bobo - Sébastien Bruno - Nicolas Brusque - Laurent Cabannes - Jean Capdouze - Philippe Carbonneau - Al Charron - Thomas Domingo - Nicolae Dragoş Dima - Hari Dumitraş - Santiago Fernández | - Romeo Gontineac - Jean-Michael Gonzales - Imanol Harinordoquy - Merab Kwirikaschwili - Tonga Lea’aetoa - Alexandru Manta - Răzvan Mavrodin - François Moncla - Euan Murray - Robert Paparemborde - Gonzalo Quesada - Conrad Smith - Sorin Socol - Marius Tincu - Damien Traille |